# Birwinken
Birwinken là một đô thị của huyện Weinfelden thuộc bang Thurgau,Thụy Sĩ.

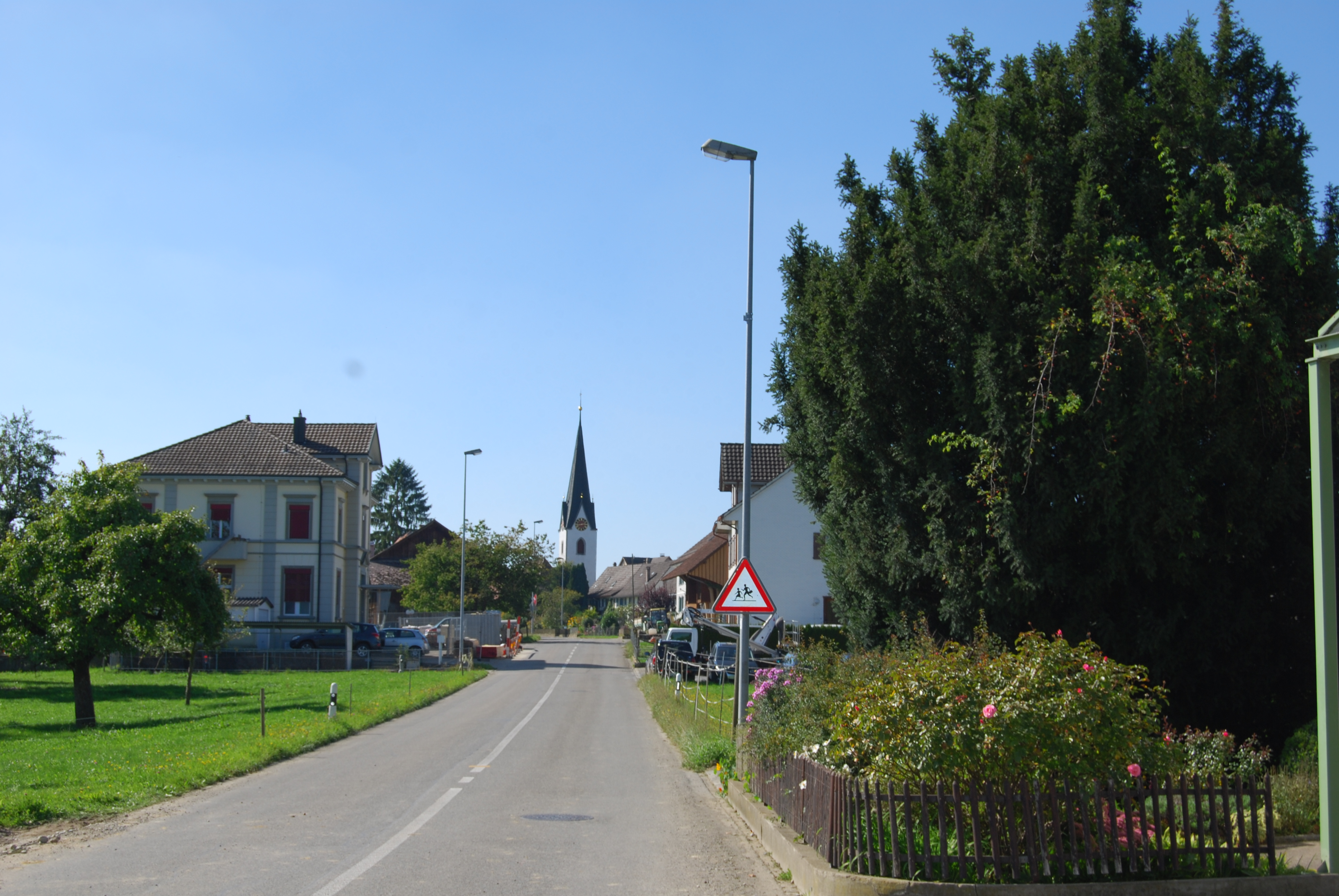
Birwinken